# WrestleMania 32
WrestleMania 32 była trzydziestą drugą coroczną galą profesjonalnego wrestlingu wyprodukowaną przez federację WWE. Emitowana była w systemie pay-per-view (PPV) i na WWE Network. Odbyła się 3 kwietnia w AT&T Stadium w Arlington w Teksasie. Była to trzecia WrestleMania organizowana w Teksasie.
Na gali odbyło się dwanaście walk (w tym trzy podczas WrestleMania Kickoff pre-show), w tym najkrótszy pojedynek w historii cyklu – The Rock pokonał Ericka Rowana w sześć sekund.
Według WWE, WrestleMania 32 pobiła wiele rekordów, w tym rekord zgromadzonej na arenie publiczności (101 763 osoby). Gala przyniosła federacji zysk 17,3 miliona dolarów.

## Przygotowania
WrestleMania jest najważniejszym cyklem gal PPV w WWE, nazywa się ją Super Bowlem rozrywki sportowej.
Oficjalnymi motywami muzycznymi gali są "My House" i "Hello Friday" od Flo Ridy, "Hail to the King" zespołu Avenged Sevenfold, "Oh No" od Goodbye June oraz "Sympathy for the Devil" zespołu Motörhead.
Największym problemem, jakie napotkało WWE podczas przygotowań do WrestleManii 32 była plaga kontuzji wśród pracowników. Z powodu kontuzji, na WrestleManii nie mogli zawalczyć m.in. John Cena, Seth Rollins, Randy Orton. Daniel Bryan, Sting, Tyson Kidd i Nikki Bella doznali kontuzji szyi; Kidd cudem uniknął paraliżu lub śmierci, natomiast Bryan zmuszony był zakończyć karierę.

### Rywalizacje
WrestleMania oferowała walki profesjonalnego wrestlingu z udziałem różnych wrestlerów z istniejących oskryptowanych rywalizacji i storyline'ów, które są kreowane na głównych tygodniówkach WWE, Raw i SmackDown. Wrestlerzy byli przedstawiani jako heele (negatywni, źli zawodnicy i najczęściej wrogowie publiki) i face’owie (pozytywni, dobrzy i najczęściej ulubieńcy publiki).

#### Triple H vs. Roman Reigns

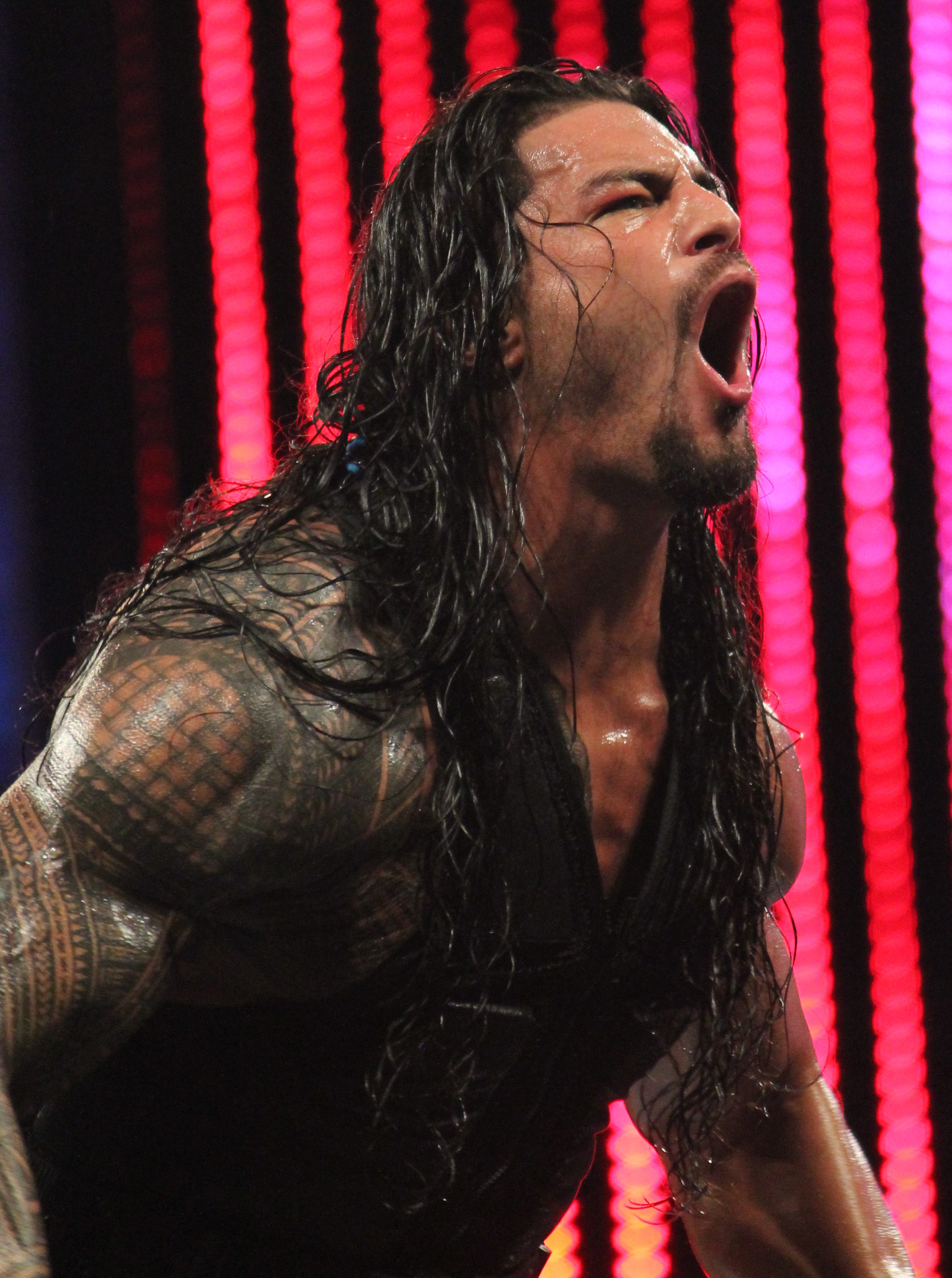
Roman Reigns – zwycięzca walki wieczoru WrestleManii 32

Po tym jak Seth Rollins musiał zwakować WWE World Heavyweight Championship w wyniku kontuzji, Triple H zaoferował Romanowi Reingsowi miano pretendenckie do tytułu, pod warunkiem, że ten dołączy do The Authority. W ten sposób Reigns ominąłby turniej mający na celu wyłonienie nowego mistrza. Reigns odmówił i ostatecznie wygrał turniej oraz zwakowany tytuł na Survivor Series. Interwencja Triple H’a po walce pozwoliła Sheamusowi na wykorzystanie walizki Money in the Bank i zdobycie przez niego tytułu. Sheamus obronił pas przeciwko Reignsowi w Tables, Ladders, and Chairs matchu na TLC: Tables, Ladders and Chairs z pomocą ze strony Alberto Del Rio i Ruseva. Po walce Reigns zaatakował trio, a następnie zaatakował Triple H’a, który to przyszedł na ring uspokoić byłego mistrza. Reigns pokonał Sheamusa w Title vs. Career matchu następnej nocy na Raw i odzyskał tytuł. Po kolejnej wygranej walce Reignsa z Sheamusem, Mr. McMahon nakazał mistrzowi bronić tytułu w 30-osobowym Royal Rumble matchu na gali Royal Rumble. Na owej gali, Triple H powrócił jako 30. zawodnik, wyeliminował Reignsa i wygrał pojedynek, stając się nowym mistrzem. 25 stycznia na Raw, The Authority ogłosiło, że Triple H będzie bronił tytułu na WrestleManii przeciwko zwycięzcy walki wieczoru gali Fastlane, w której zawalczą Roman Reigns, Dean Ambrose i Brock Lesnar. Roman Reigns pokonał obu przeciwników, stając się rywalem dla Triple H’a na WrestleManii. 22 lutego na odcinku Raw, Triple H brutalnie zaatakował Reignsa podczas jego walki z Sheamusem. W wyniku tego ataku Reigns odniósł kontuzję nosa. Następnego tygodnia na Raw, Ambrose skonfrontował się z Triple H’em i wyzwał go do walki o WWE World Heavyweight Championship. Triple H akceptował wyzwanie i ostatecznie wygrał walkę z Ambrosem na gali Roadblock. 14 marca na Raw, Reigns powrócił i zaatakował Triple H’a po jego walce z Dolphem Zigglerem.

#### Shane McMahon vs. The Undertaker
22 lutego na Raw, Vince McMahon wręczył nagrodę "Vincent J. McMahon Legacy of Excellence" swojej córce, Stephanie McMahon. Kiedy Stephanie chciała wypowiedzieć się odnośnie do wygranej, przerwał jej powracający do WWE Shane McMahon. Shane skonfrontował się z ojcem i siostrą, wytykając im błędy. Zażądał pełnej kontroli nad Raw, jednocześnie grożąc ojcu, że jeżeli nie otrzyma od niego kontroli nad tygodniówką, wyjawi jeden z jego sekretów. Vince zgodził się pod warunkiem, że Shane wygra Hell in a Cell match na WrestleManii z The Undertakerem. Undertaker powrócił na Raw tydzień później, by odnieść się do wydarzeń. Stwierdził, że "krew Shane’a nie spocznie na jego dłoniach, lecz na dłoniach Vince’a". 14 marca na Raw, Shane i Undertaker wdali się w bójkę, po kolejnej konfrontacji. Tydzień później Vince McMahon zapowiedział, że "jeśli The Undertaker przegra, to będzie to jego ostatnia WrestleMania".

#### Dean Ambrose vs. Brock Lesnar
Na Fastlane, Dean Ambrose zaatakował Brocka Lesnara stalowym krzesłem. Następnego dnia przed rozpoczęciem Raw opublikowano filmik ukazujący Lesnara atakującego Ambrose'a po dotarciu na arenę. Ambrose musiał zostać odwieziony do pobliskiego szpitala. Na tym samym Raw, Paul Heyman ogłosił, że Brock Lesnar zmierzy się z jakimkolwiek wrestlerem, który będzie na tyle odważny, by z nim zawalczyć. Ambrose wjechał na arenę karetką i przyjął wyzwanie. Stypulacją ich pojedynku miał być No Holds Barred Street Fight.

#### Charlotte vs. Becky Lynch vs. Sasha Banks
29 lutego na odcinku Raw, Lynch i Banks zawalczyły ze sobą o miano pretendenckie do WWE Divas Championship, będącego w posiadaniu Charlotte. Ich starcie zakończyło się remisem. Na następnym SmackDown odbył się rewanż, który również zakończył się bez rezultatu. Ostatecznie ogłoszono walkę Triple Threat o tytuł pomiędzy trzema zawodniczkami.

#### André The Giant Memorial Battle Royal
14 marca ogłoszono, że na WrestleManii 32 odbędzie się trzeci doroczny André The Giant Memorial Battle Royal. Zwycięzca otrzyma specjalne trofeum, upamiętniające André The Gianta.

#### The Dudley Boyz vs. The Usos
8 lutego na Raw The Dudley Boyz niespodziewanie zaatakowali The Usos i przebili nimi dwa stoły. Rywalizacja pomiędzy dwoma tag-teamami zaostrzyła się, gdy Dudley'owie obrazili rodzinę Anoa′i, do której należą bracia Uso. 14 marca ogłoszono walkę drużynową na WrestleManii pomiędzy The Usos a The Dudley Boyz.

#### The New Day vs. The League of Nations
Na gali Roadblock, w walce o Tag Team Championship The New Day pokonało Sheamusa i Kinga Barretta, członków League of Nations. Dwa dni później The New Day pokonało pozostałych dwóch członków ugrupowania, Ruseva i Alberto Del Rio. The League of Nations wyzwało The New Day na walkę o tytuły mistrzowskie na WrestleManii. Po zaakceptowaniu wyzwania przez mistrzów tag-team, ogłoszono, że drużyny zmierzą się w Handicap matchu (3 na 4).

#### Kalisto vs. Ryback
14 marca na Raw, Ryback pokonał Sin Carę, partnera tag-teamowego Kalisto. Po walce wyzwał posiadacza United States Championship na walkę o mistrzostwo na WrestleManii. 16 marca Kalisto zgodził się na walkę, udzielając wywiadu Michaelowi Cole’owi.

#### 7-osobowy Ladder match
21 marca na Raw, Kevin Owens zdołał obronić Intercontinental Championship w walce z AJ'em Stylesem. Dolph Ziggler, The Miz i Sami Zayn zaczęli kłócić się o miano pretendenckie do tytułu Owensa, sam mistrz zaś zaproponował im rozwiązanie konfliktu w Triple Threat matchu. Stephanie McMahon pozwoliła Owensowi zabookować starcie, ten jednak podstępnie zarządził walkę o miano pretendenckie pomiędzy Zackiem Ryderem, Stardustem i Sin Carą. Ziggler, Miz i Zayn połączyli siły z Ryderem, Stardustem i Sin Carą i wspólnie podjęli próbę ataku na wspólnym wrogu – Owensie. Mistrz interkontynentalny zdołał uciec, jednak tej samej nocy Stephanie McMahon zarządziła 7-osobowy Ladder match pomiędzy wszystkimi zawodnikami zamieszanymi w wydarzenie.

#### AJ Styles vs. Chris Jericho
Na gali Fastlane, AJ Styles wygrał walkę z Chrisem Jericho. W następnych tygodniach, Styles i Jericho uformowali tag-team "Y2AJ" i wspólnie pokonali członków The Social Outcasts oraz The New Day. 7 marca na Raw przegrali walkę o tytuły mistrzowskie z The New Day, po czym Jericho zaatakował Stylesa. Dwa tygodnie później Styles wyzwał Jericho na walkę na WrestleManii. Jericho przyjął wyzwanie.

## Gala

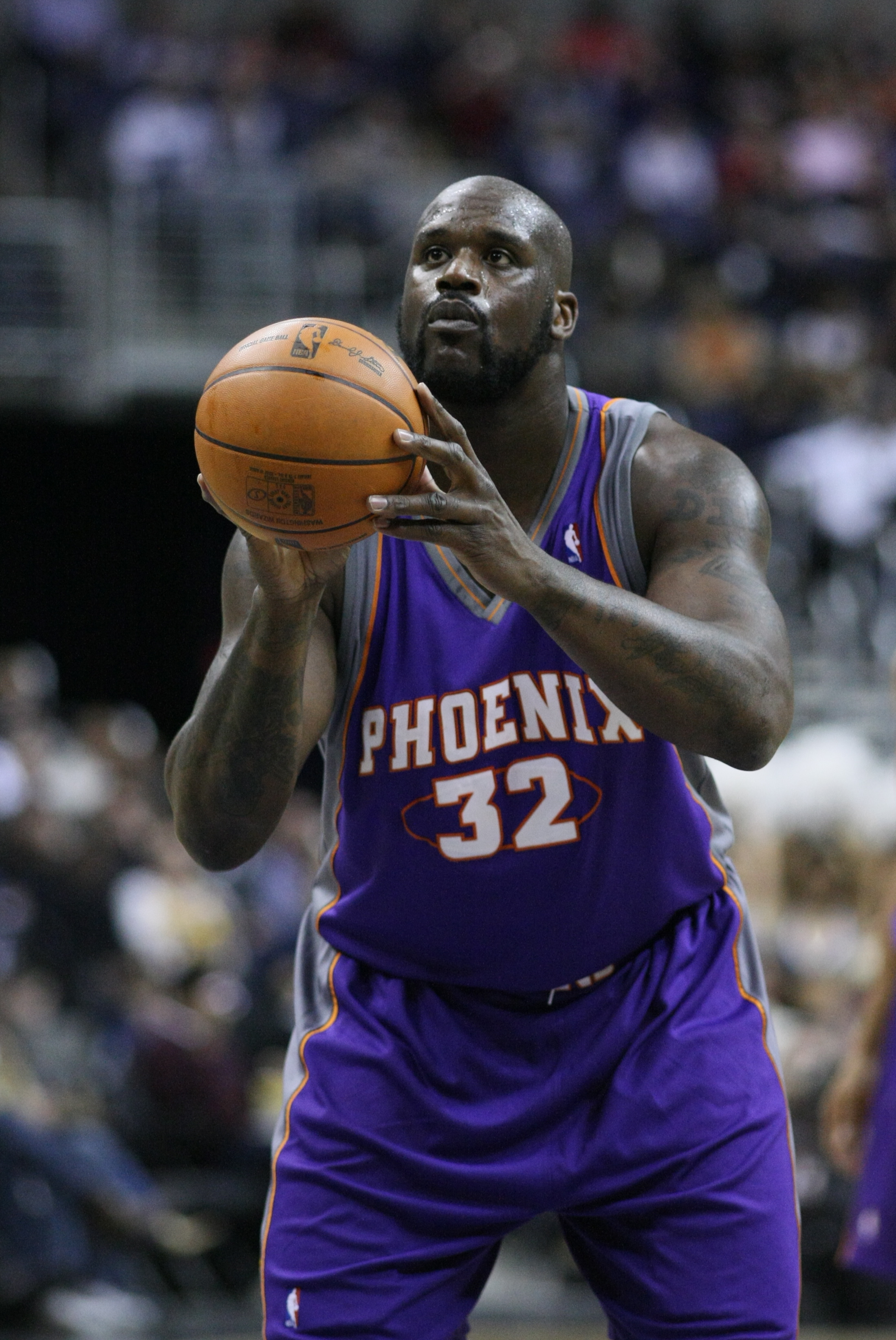
Legenda NBA Shaquille O’Neal wziął udział w André the Giant Memorial Battle Royalu

### Osobistości telewizyjne
Dwugodzinny WrestleMania Kickoff Show był prowadzony przez Renee Young wraz z Bookerem T, Coreyem Gravesem i Litą jako ekspertami. Tom Phillips i Cathy Kelley korespondowali mediami społecznościowymi.
Michael Cole i John "Bradshaw" Layfield (główne show), Mauro Ranallo i Jerry Lawler (pre-show) oraz Byron Saxton (wszystkie walki) służyli jako anglojęzyczni komentatorzy. Na stadionie byli również obecni hiszpańscy, francuscy, włoscy, rosyjscy, portugalscy i japońscy komentatorzy. Lillian Garcia i Eden Stiles były konferansjerkami.

### Celebryci
Jak co roku, na WrestleManii pojawiło się kilku celebrytów. Fifth Harmony otworzyło show wykonaniem "America the Beautiful", Maria Menounos przeprowadzała wywiady na zapleczu, zaś Snoop Dogg – który noc wcześniej został wprowadzony do skrzydła celebrytów w WWE Hall of Fame – wykonał motyw muzyczny swojej kuzynki Sashy Banks i towarzyszył jej przy wejściu na ring.
Legenda NBA Shaquille O’Neal wziął udział w André the Giant Memorial Battle Royalu. Cheerleaderki drużyny Dallas Cowboys były częścią wejścia The Rocka.

### Pre-Show
Podczas dwugodzinnego WrestleMania Kickoff pre-show odbyły się trzy walki. Kalisto obronił WWE United States Championship w walce przeciwko Rybackowi. W drugiej godzinie pre-showu odbył się 10-osobowy tag team match kobiet. Team Total Divas pokonało Team B.A.D. & Blonde. Nieaktywna ringowo Nikki Bella, celebrowała zwycięstwo wraz z siostrą i resztą Total Divas. Tuż po tym starciu członkini WWE Hall of Fame Lita ogłosiła wprowadzenie WWE Women’s Championship. Pas miał odtąd zastępować WWE Divas Championship. Lita dodała, że zwyciężczyni Triple Threat matchu pomiędzy Charlotte, Becky Lynch i Sashą Banks stanie się pierwszą właścicielką tytułu. Ostatnią walką pre-showu było starcie drużynowe pomiędzy The Usos a The Dudley Boyz. The Usos pokonali rywali, a po walce wykonali podwójny Frog Splash na Dudleyach, przebijając nimi dwa stoły.

### Główne show
Główną kartę walk otworzył siedmioosobowy Ladder match o WWE Intercontinental Championship Kevina Owensa. Po 15 minutach nieprzerwanej akcji, Zack Ryder zepchnął The Miza z drabiny i zerwał pas mistrzowski, stając się nowym mistrzem.

Następnie, Chris Jericho zawalczył z AJ Stylesem. Po wymianie finisherów, Jericho skontrował Phenomenal Forearm Stylesa własnym Codebreakerem, po czym przypiął rywala i wygrał walkę.

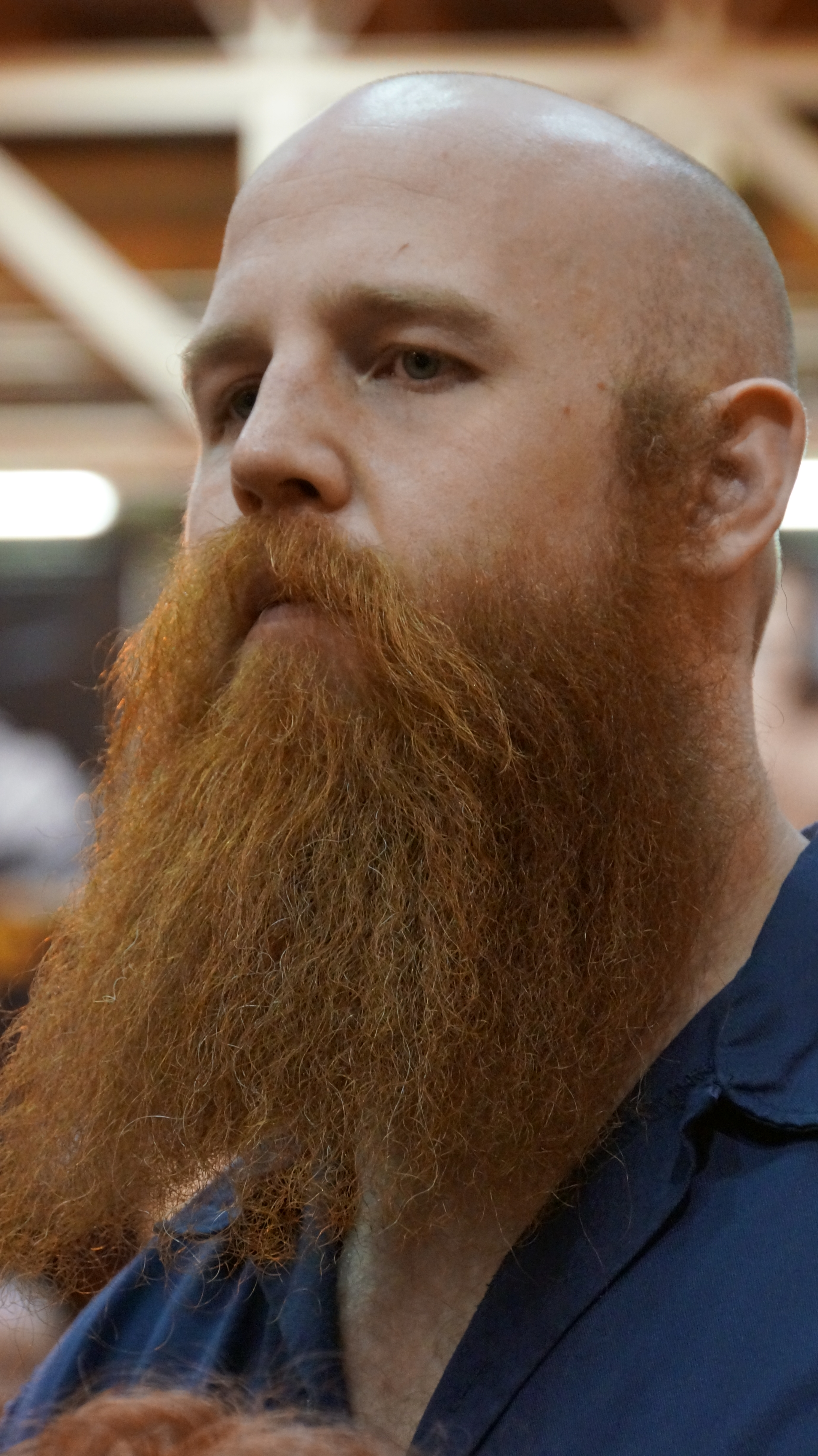
Członek Wyatt Family Erick Rowan został pokonany przez The Rocka w 6 sekund – była to najkrótsza walka w historii cyklu

The New Day (Big E, Kofi Kingston i Xavier Woods), którzy podczas swojej specjalnej wejściówki wyszli z wielkiego opakowania płatków śniadaniowych "Booty-O's", zawalczyli z The League of Nations (Sheamusem, Alberto Del Rio i Rusevem) w six-man tag team matchu. The League of Nations wygrało walkę po tym jak King Barrett odwrócił uwagę sędziego. Po walce, Barrett stwierdził, że żadna trzyosobowa grupa nie pokona League of Nations, co spowodowało pojawienie się Shawna Michaelsa, Micka Foleya i Stone Colda Steve’a Austina. Drużyna złożona z legend wrestlingu wykonała swoje finishery na członkach League of Nations oraz na Xavierze Woodsie.
Następnym pojedynkiem był No Holds Barred Street Fight pomiędzy Brockiem Lesnarem a Deanem Ambrosem. W walce Lesnar wykonał trzynaście German Suplexów na swoim przeciwniku, podczas pojedynku użyto między innymi kijów kendo, gaśnicy i stalowych krzesełek. Brock Lesnar przypiął Ambrose'a po wykonaniu na nim F5 na stercie krzesełek.
Po przedstawieniu nowych członków WWE Hall of Fame, Charlotte, Becky Lynch i Sasha Banks zawalczyły w Triple Threat matchu. Pierwotnie, miała to być walka o WWE Divas Championship należący do Charlotte, lecz ostatecznie pojedynek odbył się o nowo-wprowadzony WWE Women’s Championship, a tytuł Div został zdezaktywowany. Charlotte zmusiła Becky Lynch do poddania się i stała się pierwszą posiadaczką tytułu Women’s Championship. W walkę interweniował ojciec Charlotte, Ric Flair.
Kolejnym pojedynkiem był Hell in a Cell match pomiędzy The Undertakerem a Shane’em McMahonem. Po kilkunastu minutach walki zawodnicy wydostali się z klatki. McMahon uderzył Undertakera metalową skrzynką z narzędziami, po czym położył rywala na stole komentatorskim. Tuż po tym, Shane wspiął się na 6-metrową klatkę, po czym zeskoczył z niej, próbując wykonać Elbow Drop na Undertakerze. Ten jednak zdążył zejść ze stołu, co spowodowało uderzenie Shane’a o stół z wysokości sześciu metrów. Undertaker przeniósł McMahona z powrotem do ringu, wykonał na nim Tombstone Piledriver i przypiął go, kończąc pojedynek.
Następną walką był André the Giant Memorial Battle Royal. W pojedynku wzięły udział legendy federacji Diamond Dallas Page i Tatanka, członek rosteru NXT Baron Corbin oraz legenda NBA Shaquille O’Neal. Ostatecznie, zwycięzcą trzeciego corocznego Battle Royalu okazał się Baron Corbin.
The Rock wszedł na arenę przy specjalnej wejściówce, w której towarzyszyły mu cheerleaderki zespołu Dallas Cowboys. Rock ogłosił, że fani zgromadzeni na WrestleManii 32 pobili rekord publiczności – w AT&T Stadium obecnych było 101 763 fanów wrestlingu. Rock skonfrontował się z The Wyatt Family i wyzwał jednego z członków grupy walki. Erick Rowan zaakceptował wyzwanie i został pokonany w 6 sekund. Wyatt Family chciało zaatakować The Rocka, lecz ten z pomocą Johna Ceny wygonił ugrupowanie z ringu.
Walką wieczoru WrestleManii było starcie pomiędzy WWE World Heavyweight Championem Triple H’em a Romanem Reignsem. Triple H'owi towarzyszyła jego żona i managerka, Stephanie McMahon. Podczas walki, Stephanie otrzymała Spear od Reignsa, zaś Triple H groził, że użyje młota na przeciwniku. Ostatecznie, Reigns wygrał walkę i mistrzostwo po wykonaniu trzeciego Speara na Triple H'u.

## Odbiór gali

### Widownia i przychody
Gromadząc na arenie 101 763 osób, WrestleMania 32 pobiła poprzedni rekord frekwencyjny WWE - 93 173 fanów z WrestleManii III z 1987. Dochody z gali wyniosły 17,3 miliona dolarów, co czyni WrestleManię 32 najbardziej dochodową galą w historii wrestlingu. Dziennikarz i znawca wrestlingu Dave Meltzer twierdzi jednak, że tak naprawdę na gali obecnych było "jedynie" 93 370 fanów. Liczba osób zgromadzonych na stadionie może też wynosić 97 769 osób, jeżeli podliczy się jeszcze personel stadionu i personel WWE.

### Recenzje
WrestleMania 32 otrzymała mieszane recenzje od krytyków. Według nich, minusami gali były jej długość i decyzje o zwycięzcach walk. Krytycy porównali WrestleManię 32 z NXT TakeOver: Dallas i uznali, że to ta druga była lepszą galą wrestlingu. Debiut i walka Shinsuke Nakamury na NXT TakeOver: Dallas jest oceniana lepiej niż jakikolwiek moment z WrestleManii 32.
Według znacznej większości krytyków, najgorszą częścią gali była walka wieczoru. Troy L. Smith z cleveland.com napisał, że "WrestleMania 32 miała niesamowicie nudną walkę wieczoru", dodając, że "WrestleMania 32 pokazuje, że Zack Ryder (lub ktokolwiek inny) jest lepszy od Romana Reignsa".
Paul Tamburro z CraveOnline określił promowanie Reignsa jako twarz federacji za absurd i nieudany eksperyment federacji. Skrytykował też booking Deana Ambrose'a. Tamburro pochwalił Triple Threat match o Women’s Championship, jak również określił niespodziewane zwycięstwo Zacka Rydera jako "przyjemny moment show".
James Caldwell z Pro Wrestling Torch określił show jako "dziwne". Walka wieczoru otrzymała od niego 1,5 gwiazdki na 5 możliwych. Caldwell przyznał 3 gwiazdki walce o Women’s Championship i zdecydował się nie ocenić Hell in a Cell matchu.
Nolan Howell z Canadian Online Explorer ocenił event jako "absurdalnie dziwaczny", a drugą część show za "katastrofę". Za najlepszą walkę gali uznał starcie o tytuł kobiet. Skrytykował WWE za wyciszenie mikrofonów tak, by widzowie oglądający galę w domach nie słyszeli buczenia fanów na arenie podczas walki wieczoru.
Dave Scherer z Pro Wrestling Insider skrytykował decyzje o zwycięzcach walk oraz ignorowanie negatywnej reakcji fanów podczas main eventu.
Scott Keith ze Sporting News napisał, że "WrestleMania 32 przeszła do historii jako jedna z najgorszych". Skrytykował walkę Reignsa z Triple H’em oraz Hell in a Cell match; pochwalił walkę kobiet o mistrzostwo oraz Zacka Rydera.

## Wydarzenia po gali
Na pierwszym Raw po WrestleManii, Vince McMahon skonfrontował się ze swoim synem, Shane’em. Shane pogodził się z przegraną na gali i chciał opuścić arenę, lecz Vince ogłosił, że w nagrodę za dzielną walkę z Undertakerem, Shane będzie mógł przez jakiś czas prowadzić Raw jako generalny menadżer tygodniówki.
Tego samego wieczoru, The New Day obroniło WWE Tag Team Championship w walce przeciwko Sheamusowi i Kingowi Barrettowi z The League of Nations. Po przegranej walce, członkowie The League of Nations wyrzucili Kinga Barretta z ugrupowania, po czym zostali zaatakowani przez The Wyatt Family. Zack Ryder stracił Intercontinental Championship na rzecz The Miza po zaledwie jednym dniu panowania; w walkę interweniowała powracająca do WWE żona The Miza – Maryse. The Dudley Boyz pokonali The Usos w rewanżowym Tables matchu. Po walce, Enzo Amore i Colin Cassady zadebiutowali w głównym rosterze i skonfrontowali się z Dudleyami. Charlotte rozpoczęła rywalizację z Natalyą. Chris Jericho, AJ Styles, Kevin Owens i Sami Zayn mieli zmierzyć się w Fatal 4-Way matchu o miano pretendenckie do WWE World Heavyweight Championship, jednak przed walką Owens zaatakował Zayna, przez co ten nie mógł wziąć udziału w walce. Ostatecznie, Zayna zastąpił powracający Cesaro, a walkę wygrał AJ Styles. Tej samej nocy, w głównym rosterze zadebiutowali Apollo Crews i Baron Corbin.
11 kwietnia na odcinku Raw, Shane McMahon ogłosił turniej mający wyłonić nowych pretendentów do tytułów tag-team. The Dudley Boyz przeszli do półfinału po pokonaniu The Lucha Dragons, zaś The Usos pokonali The Social Outcasts. Po walce, The Usos zostali zaatakowani przez debiutujących Luke’a Gallowsa i Karla Andersona.

## Wyniki walk
| Nr                                                                   | Wyniki | Stypulacje | Czas  |
| -------------------------------------------------------------------- | --- | --- | ----- |
| 1P                                                                   | Kalisto (c) pokonał Rybacka | Singles match o WWE United States Championship | 8:51  |
| 2P                                                                   | Total Divas (Paige, Natalya, Alicia Fox, Brie Bella, Eva Marie) pokonały B.A.D. & Blonde (Naomi, Tamina, Summer Rae, Lana, Emma)            | 10-Diva tag team match | 11:25 |
| 3P                                                                   | The Usos (Jimmy Uso i Jey Uso) pokonali The Dudley Boyz (Bubba Ray Dudleya i D-Vona Dudleya)                                                | Tag team match | 5:18  |
| 4                                                                    | Zack Ryder pokonał Kevina Owensa (c), Samiego Zayna, Dolpha Zigglera, Sin Carę, The Miza i Stardusta                                        | 7-osobowy Ladder match o WWE Intercontinental Championship | 15:23 |
| 5                                                                    | Chris Jericho pokonał AJ Stylesa | Singles match | 17:10 |
| 6                                                                    | The League of Nations (Sheamus, Rusev i Alberto Del Rio) (w/ King Barrett) pokonali The New Day (Big E, Kofiego Kingstona i Xaviera Woodsa) | 6-man Tag Team match | 10:03 |
| 7                                                                    | Brock Lesnar (w/ Paul Heyman) pokonał Deana Ambrose'a                                                                                       | No Holds Barred Street Fight | 13:06 |
| 8                                                                    | Charlotte (Divas Champion) (w/ Ric Flair) pokonała Becky Lynch i Sashę Banks poprzez submission                                             | Triple threat match o WWE Women’s Championship | 16:03 |
| 9                                                                    | The Undertaker pokonał Shane’a McMahona | Hell in a Cell match Jeśli Shane przegra, Vince McMahon uzyska kontrolę nad tajną skrzynką, która była w posiadaniu Shane’a. Jeśli Shane wygra, zdobędzie kontrolę nad Raw, a Undertaker już nigdy nie wystąpi na WrestleManii. | 30:05 |
| 10                                                                   | Baron Corbin zwyciężył eliminując jako ostatniego Kane’a                                                                                    | 20-osobowy André the Giant Memorial Battle Royal | 9:41  |
| 11                                                                   | The Rock pokonał Ericka Rowana (w/ Bray Wyatt i Braun Strowman)                                                                             | Singles match | 0:06  |
| 12                                                                   | Roman Reigns pokonał Triple H’a (w/ Stephanie McMahon)                                                                                      | Singles match o WWE World Heavyweight Championship | 27:11 |
| (c) – mistrz/mistrzyni przed walkąP – walka miała miejsce w pre-show | | |       |